# باربرا ستيوارت (كاتبة)
باربرا ستيوارت (بالإنجليزية: Barbara Stewart)‏ هي ملحنة وكاتِبة أمريكية، ولدت في 17 سبتمبر 1941، وتوفيت في 5 أغسطس 2011.